# Sultani ottomani
I sultani ottomani costituivano l'autorità politica apicale di un sistema statale monarchico assoluto nell'Impero ottomano ossia Sublime Stato ottomano, noto anche come Sublime porta (in lingua turca ottomana دَوْلَتِ عَلِيّهٔ عُثمَانِیّه, Devlet-i ʿAliyye-i ʿOsmâniyye; in turco moderno: Osmanlı Devleti o Osmanlı İmparatorluğu; in arabo  الدَّوْلَةُ العُثمَانِيَّة‎?, al-Dawla al-ʿUthmāniyya), che è stato un impero turco durato 623 anni, dal 1299 al 1922.
Fu detto "ottomano" poiché costituito originariamente dai successori di Osman Gazi, guerriero turco capostipite della dinastia ottomana, che assunse il titolo di sultano con il nome di Osman I. Il sultanato, e poi impero con Maometto II, nacque in continuità col Sultanato selgiuchide di Rum e durò sino all'istituzione dell'odierna Repubblica di Turchia.
L'Impero ottomano fu uno dei più estesi e duraturi della storia: infatti durante il XVI e il XVII secolo, al suo apogeo sotto il regno di Solimano il Magnifico, era uno dei più potenti Stati del mondo, un impero multietnico, multiculturale e multilinguistico che si estendeva dai confini meridionali del Sacro Romano Impero, alle periferie di Vienna e della Polonia a nord fino allo Yemen e all'Eritrea a sud; dall'Algeria a ovest fino all'Azerbaigian a est, controllando gran parte dei Balcani, del Vicino Oriente e del Nordafrica.
Avendo Costantinopoli come capitale e un vasto controllo sulle coste del Mediterraneo, l'Impero fu al centro dei rapporti tra Oriente e Occidente per circa cinque secoli. Durante la prima guerra mondiale si alleò agli Imperi centrali e con essi fu pesantemente sconfitto, tanto da essere smembrato per volontà dei vincitori.

## Organizzazione statale dell'Impero ottomano

Stendardo Imperiale Ottomano con una delle 2 tughre di Mahmud II (1808 - 1839)

L'Impero Ottomano fu una monarchia assoluta durante gran parte della sua esistenza. Entro la seconda metà del XV secolo, il sultano sedeva all'apice di un sistema gerarchico e agiva in capacità politiche, militari, giudiziarie, sociali e religiose sotto una varietà di titoli.
Era teoricamente responsabile solo di Dio e della legge di Dio (شریعت, şeriat, noto in arabo come شريعة, sharīʿa), di cui era l'esecutore capo. Il suo mandato celeste si rifletteva in titoli islamici come "Ombra di Dio sulla terra" (ظل الله في العالم, ẓıll Allāh fī l-'alam) e "califfo della faccia della terra" (خلیفه روی زمین, Ḫalife-i rūyi zemīn). Tutti gli uffici erano sotto la sua autorità, e ogni legge era emanata da lui sotto forma di un decreto imperiale, chiamato Firman (فرمان). Era il comandante supremo militare e signore di tutti i territori ottomani.
Osman, figlio di Ertuğrul, fu il primo sovrano dello Stato ottomano, avendo costituito un piccolo principato (beylik) nella regione della Bitinia lungo la frontiera dell'Impero bizantino.
Dopo la conquista di Costantinopoli nel 1453 da parte del 7º sultano Mehmed II, i sultani ottomani vennero a considerarsi come i successori dell'Impero romano, da qui il loro uso dei titoli Cesare (قیصر Qayser) di Rūm e imperatore romano. Mentre più tardi, dopo la conquista dell'Egitto del 1517 di Selim I, anche di califfo dell'Islam. I governanti ottomani, appena intronizzati, erano cinti con la Spada di Osman, una cerimonia importante che era l'equivalente dell'incoronazione dei monarchi europei. Un sultano senza spada alla cintola non era considerato idoneo a includere i propri figli nella propria linea di successione.
Sebbene in teoria fossero assoluti, i poteri del sultano erano limitati nella pratica. Le decisioni politiche dovevano tenere conto delle opinioni e degli atteggiamenti di importanti membri della dinastia, delle istituzioni burocratiche e militari, nonché dei leader religiosi. A partire dagli ultimi decenni del XVI secolo, il ruolo dei sultani ottomani nel governo dell'Impero iniziò a diminuire, in un periodo noto come la trasformazione dell'Impero ottomano. Le donne dell'harem imperiale - in particolare la madre del sultano regnante, nota come Sultan Valide - hanno anche svolto un importante ruolo politico dietro le quinte, governando efficacemente l'Impero durante il periodo noto come il Sultanato delle donne.
Il costituzionalismo fu istituito solo durante il regno di Abdul Hamid II, che divenne così l'ultimo sovrano assoluto dell'Impero e il suo riluttante monarca costituzionale. Sebbene Abdul Hamid II abbia abolito il parlamento e la costituzione per tornare al dominio personale nel 1878, fu nuovamente costretto nel 1908 a reinstallare il costituzionalismo e fu deposto. Dal 1917, il capo del Casato di Osman e pretendente al trono ottomano fu Dündar Ali Osman, pronipote di Abdul Hamid II.
L'ultimo sultano (36°) e imperatore (30°) fu Mehmed VI Vahdettin, detronizzato ed esiliato il 1º novembre 1922, mentre il fratello Abdulmecid II fu l'ultimo Califfo (101°), dopo la separazione delle due cariche, poi esiliato il 3 marzo 1924.

## Lista di sultani
La tabella sottostante elenca i sultani ottomani, così come l'ultimo califfo, in ordine cronologico. Le tughra sono gli stemmi o le firme usati dai sultani. Sono mostrate in tutti i documenti ufficiali e sulle monete e sono molto più significativi dei loro ritratti per identificare i sovrani. La colonna delle note contiene informazioni su parentela e sorte di ogni sultano. Per sovrani più antichi c'è in genere un intervallo temporale tra il momento in cui terminava il regno di un sultano e l'incoronazione di quello successivo; ciò è dovuto al fatto che all'epoca gli Ottomani praticavano ciò che lo storico Quataert ha descritto come "sopravvivenza del figlio più adatto, non del maggiore": quando il sultano moriva, i suoi figli dovevano combattere tra loro per il trono fino a che non fosse emerso un vincitore. A causa della lotta e dei numerosi fratricidi che si verificavano, la data della morte di un sultano perciò non sempre coincideva con quella dell'ascesa del suo successore. Nel 1617 la legge di successione cambiò con l'introduzione del sistema basato sull'anzianità agnatizia (in arabo اکبریت ekberiyet), per cui il trono andava al maschio più anziano della famiglia. Questo spiega perché dal XVII sec. in poi un sultano morto veniva succeduto raramente da suo figlio ma in genere da uno zio o da un fratello. L'anzianità agnatizia fu mantenuta fino all'abolizione del sultanato, malgrado vari tentativi falliti nel XIX sec. di rimpiazzarla con la primogenitura.
| №                                                                       | Sultano                                                                                                   | Sultano | Regno             | Regno                 | Tughra                  | Note |
| №                                                                       | Sultano                                                                                                   | Sultano | dal               | fino al               | Tughra                  | Note |
| ----------------------------------------------------------------------- | --- | ------- | ----------------- | --------------------- | ----------------------- | --- |
| Ascesa dell'Impero ottomano (1299 – 1453)                               | |         |                   |                       |                         | |
| 1                                                                       | Osman I ĠĀZĪ (Il guerriero)                                                                               |         | c. 1299           | 1326                  | —                       | - Figlio di Ertuğrul e di Halime Hatun. - Regnò fino alla sua morte. |
| 2                                                                       | Orhan ĠĀZĪ (Il guerriero)                                                                                 |         | 1326              | 1362                  | Tughra of Orhan         | - Figlio di Osman I e Malhun Hatun. - Regnò fino alla sua morte. |
| 3                                                                       | Murad I SULTAN-İ AZAM (Il sultano più esaltato) HÜDAVENDİGÂR (Il devoto a Dio) ŞEHÎD (Martire)            |         | 1362              | 15 giugno 1389        | Tughra of Murad I       | - Figlio di Orhan e Nilüfer Hatun. - Regnò fino alla sua morte. - Ucciso sul campo di battaglia nella battaglia del Kosovo del 15 giugno 1389. |
| 4                                                                       | Bayezid I SULTAN-İ RÛM (Sultano dell'Impero Romano) YILDIRIM (Fulmine)                                    |         | 15 giugno 1389    | 20 luglio 1402        | Tughra of Bayezid I     | - Figlio di Murad I e Gülçiçek Hatun. - Catturato durante la Battaglia di Ancyra (de facto fine del regno); - Morto in prigionia ad Akşehir l'8 marzo 1403. |
| Interregno ottomano (20 luglio 1402 - 5 luglio 1413)                    | |         |                   |                       |                         | |
| 5                                                                       | Mehmet I ÇELEBİ (L'Affabile) KİRİŞÇİ (lett. Il creatore di archetti per il suo supporto)                  |         | 5 luglio 1413     | 26 maggio 1421        | Tughra of Mehmed I      | - Figlio di Bayezid I e Devlet Hatun. - Regnò fino alla sua morte. |
| 6                                                                       | Murad II KOCA (Il grande)                                                                                 |         | 25 giugno 1421    | 1444                  | Tughra of Murad II      | - Figlio di Mehmed I e Emine Hatun; - Abdicò per suo volere in favore di suo figlio Mehmed II. |
| 7                                                                       | Mehmed II FĀTİḤ (Il conquistatore)                                                                        |         | 1444              | 1446                  | Tughra of Mehmed II     | - Figlio di Murad II e Hüma Hatun. - Restituì il trono a suo padre dopo che questi gli ebbe chiesto di tornare al potere, insieme alle crescenti minacce dei Giannizzeri. |
| —                                                                       | Murad II KOCA (Il grande)                                                                                 |         | 1446              | 3 febbraio 1451       | Tughra of Murad II      | - Secondo regno; - Costretto a tornare al trono in seguito alla rivolta dei Giannizzeri; - Regnò fino alla sua morte. |
| Espansione dell'Impero ottomano (1453 – 1566)                           | |         |                   |                       |                         | |
| —                                                                       | Mehmed II KAYSER-İ RÛM (Cesare dell'Impero Romano) FĀTİḤ (Il conquistatore)                               |         | 3 febbraio 1451   | 3 maggio 1481         | Tughra of Mehmed II     | - Secondo regno; - Conquista di Costantinopoli in 1453; - Regnò fino alla sua morte. |
| 8                                                                       | Bayezid II VELÎ (Il santo)                                                                                |         | 19 maggio 1481    | 25 aprile 1512        | Tughra of Bayezid II    | - Figlio di Mehmed II e Gülbahar Hatun. - Abdicò. - Morì vicino a Didymoteicho il 26 maggio 1512. |
| 9                                                                       | Selim I YAVUZ (Il forte) Hadim'ul Haramain'ish-Sharifain (Servo della Mecca e Medina)                     |         | 25 aprile 1512    | 21 settembre 1520     | Tughra of Selim I       | - Figlio di Beyezid II e Gülbahar Hatun. - Regnò fino alla sua morte. |
| 10                                                                      | Suleiman I MUHTEŞEM (Il magnifico) or KANÛNÎ (Il legislatore)                                             |         | 30 settembre 1520 | 6 o 7 settembre 1566  | Tughra of Suleiman I    | - Figlio di Selim I e Hafsa Sultan; - Regnò fino alla sua morte. |
| Trasformazione dell'Impero ottomano · (1566 – 1703)                     | |         |                   |                       |                         | |
| 11                                                                      | Selim II SARI (Il biondo)                                                                                 |         | 29 settembre 1566 | 21 dicembre 1574      | Tughra of Selim II      | - Figlio di Suleiman I e Hürrem Sultan; - Regnò fino alla sua morte. |
| 12                                                                      | Murad III                                                                                                 |         | 22 dicembre 1574  | 16 gennaio 1595       | Tughra of Murad III     | - Figlio di Selim II e Nurbanu Sultan; - Regnò fino alla sua morte. |
| 13                                                                      | Mehmet III ADLÎ (Il giusto)                                                                               |         | 27 gennaio 1595   | 20 o 21 dicembre 1603 | Tughra of Mehmed III    | - Figlio di Murad III e Safiye Sultan; - Regnò fino alla sua morte. |
| 14                                                                      | Ahmed I BAḪTī (Il fortunato)                                                                              |         | 21 dicembre 1603  | 22 novembre 1617      | Tughra of Ahmed I       | - Figlio di Mehmed III e Handan Sultan; - Regnò fino alla sua morte. |
| 15                                                                      | Mustafa I DELİ (Il pazzo)                                                                                 |         | 22 novembre 1617  | 26 febbraio 1618      | Tughra of Mustafa I     | - Figlio di Mehmed III e Halime Sultan; - Deposto per via della sua instabilità mentale in favore di suo nipote Osman II. |
| 16                                                                      | Osman II GENÇ (Il giovane) ŞEHÎD (Il martire)                                                             |         | 26 febbraio 1618  | 19 maggio 1622        | Tughra of Osman II      | - Figlio di Ahmed I e Mahfiruz Hatun; - Deposto durante una rivolta dei Giannizzeri il 19 maggio 1622; - Assassinato il 20 maggio 1622 dal Gran Visir Kara Davud Pascià. |
| —                                                                       | Mustafa I DELİ (Il pazzo)                                                                                 |         | 20 maggio 1622    | 10 settembre 1623     | Tughra of Mustafa I     | - Secondo regno; - Ritornò al trono dopo l'assassinio del nipote Osman II; - Deposto per via della sua precaria sanità mentale e confinato fino alla sua morte ad Istanbul il 20 gennaio 1639. |
| 17                                                                      | Murad IV SAHİB-Î KIRAN (Il conquistatore di Baghdad) ĠĀZĪ (Il guerriero)                                  |         | 10 settembre 1623 | 8 o 9 febbraio 1640   | Tughra of Murad IV      | - Figlio di Ahmed I e Kösem Sultan; - Regnò fino alla sua morte. |
| 18                                                                      | Ibrahim DELİ (Il pazzo) ŞEHÎD (Il conquistatore di Creta)                                                 |         | 9 febbraio 1640   | 8 agosto 1648         | Tughra of Ibrahim       | - Figlio di Ahmed I e Kösem Sultan; - Deposto l'8 agosto 1648 in un colpo di stato guidato da Sheikh ul-Islam; - Strangolato ad Istanbul il 18 agosto 1648 su ordine del Gran visir Mehmed Paşa (Sofu Mehmed Pasha). |
| 19                                                                      | Mehmed IV AVCI (Il cacciatore) ĠĀZĪ (Il guerriero)                                                        |         | 8 agosto 1648     | 8 novembre 1687       | Tughra of Mehmed IV     | - Figlio di Ibrahim e Turhan Sultan; - Deposto l'8 novembre 1687 dopo la sconfitta ottomana nella seconda battaglia di Mohács; - Morto ad Edirne il 6 gennaio 1693. |
| 20                                                                      | Suleiman II ĠĀZĪ (Il guerriero)                                                                           |         | 8 novembre 1687   | 22 giugno 1691        | Tughra of Suleiman II   | - Figlio di Ibrahim e Saliha Dilaşub Sultan; - Regnò fino alla sua morte. |
| 21                                                                      | Ahmed II ḪĀN ĠĀZĪ (Il principe guerriero)                                                                 |         | 22 giugno 1691    | 6 febbraio 1695       | Tughra of Ahmed II      | - Figlio di Ibrahim e Muazzez Sultan; - Regnò fino alla sua morte. |
| 22                                                                      | Mustafa II ĠĀZĪ (Il guerriero)                                                                            |         | 6 febbraio 1695   | 22 agosto 1703        | Tughra of Mustafa II    | - Figlio di Mehmed IV e Gülnuş Sultan; - Deposto il 22 agosto 1703 da una rivolta dei Giannizzeri nota come "Incidente di Edirne"; - Morto ad Istanbul l'8 gennaio 1704. |
| Stagnazione e riforme dell'Impero ottomano (1703 – 1808)                | |         |                   |                       |                         | |
| 23                                                                      | Ahmed III Sultano del Periodo dei tulipani ĠĀZĪ (Il guerriero)                                            |         | 22 agosto 1703    | 1 o 2 ottobre 1730    | Tughra of Ahmed III     | - Figlio di Mehmed IV e Gülnuş Sultan; - Deposto in seguito a una rivolta giannizzera guidata da Patrona Halil; - Morto il 1º luglio 1736. |
| 24                                                                      | Mahmud I ĠĀZĪ (Il guerriero) KAMBUR (Il gobbo)                                                            |         | 2 ottobre 1730    | 13 dicembre 1754      | Tughra of Mahmud I      | - Figlio di Mustafà II e Saliha Sultan; - Regnò fino alla sua morte. |
| 25                                                                      | Osman III SOFU (Il devoto)                                                                                |         | 13 dicembre 1754  | 29 o 30 ottobre 1757  | Tughra of Osman III     | - Figlio di Mustafà II e Şehsuvar Sultan; - Regnò fino alla sua morte. |
| 26                                                                      | Mustafa III YENİLİKÇİ (The First Innovative)                                                              |         | 30 ottobre 1757   | 21 gennaio 1774       | Tughra of Mustafa III   | - Figlio di Ahmed III e Mihrişah Kadın; - Regnò fino alla sua morte. |
| 27                                                                      | Abdülhamid I Abd ūl-Hāmīd (Il servo di Dio) ISLAHATÇI (Il miglioratore) ĠĀZĪ (Il guerriero)               |         | 21 gennaio 1774   | 6 o 7 aprile 1789     | Tughra of Abdülhamid I  | - Figlio di Ahmed III e Rabia Şermi Kadın; - Regnò fino alla sua morte. |
| 28                                                                      | Selim III BESTEKÂR (Il compositore) NİZÂMÎ (Il metodico) ŞEHÎD (Il martire)                               |         | 7 aprile 1789     | 29 maggio 1807        | Tughra of Selim III     | - FIglio di Mustafà III e Mihrişah Sultan; - Deposto in seguito alle rivolte giannizzere guidata da Kabakçı Mustafa contro le sue riforme; - Assassinato ad Istanbul il 28 luglio 1808 col benestare del sultano Mustafa IV. |
| 29                                                                      | Mustafa IV                                                                                                |         | 29 maggio 1807    | 28 luglio 1808        | Tughra of Mustafa IV    | - Figlio di Abdülhamid I e Sineperver Sultan; - Deposto durante un'insurrezione guidata da Alemdar Mustafa Pascià; - Giustiziato ad Istanbul il 17 novembre 1808 su ordine del sultano Mahmud II. |
| Declino e modernizzazione dell'Impero ottomano (1808 – 1908)            | |         |                   |                       |                         | |
| 30                                                                      | Mahmud II İNKILÂPÇI (Il riformatore) ĠĀZĪ (Il guerriero)                                                  |         | 28 luglio 1808    | 1º luglio 1839        | Tughra of Mahmud II     | - Figlio di Abdülhamid I e Nakşidil Sultan - Sciolse i Giannizzeri come conseguenza dell'Incidente di buon auspicio nel 1826; - Regnò fino alla sua morte. |
| 31                                                                      | Abdülmecid I TANZİMÂTÇI (Il riformista forte o Il sostenitore della riorganizzazione) ĠĀZĪ (Il guerriero) |         | 1º luglio 1839    | 25 giugno 1861        | Tughra of Abdülmecid I  | - Figlio di Mahmud II e Bezmiâlem Sultan; - Proclamò l'editto imperiale "Hatt-ı Sharif di Gülhane" che diede inizio al periodo Tanzimat, caratterizzato da riforme e riorganizzazione, il 3 novembre 1839, per volere del Gran Visir Gran Mustafa Rashid Pasha; - Accettò l'editto imperiale "Hatt-ı Sharif di Gülhane" il 18 febbraio 1856; - Regnò fino alla sua morte.                                                                                     |
| 32                                                                      | Abdülaziz I BAḪTSIZ (Lo sventurato) ŞEHĪD (Il martire)                                                    |         | 25 giugno 1861    | 30 maggio 1876        | Tughra of Abdülaziz     | - Figlio di Mahmud II e Pertevniyal Sultan; - Deposto dai suoi ministri; - Trovato morto (suicida o assassinato) il 4 giugno 1876. |
| 33                                                                      | Murad V                                                                                                   |         | 30 maggio 1876    | 31 agosto 1876        | Tughra of Murad V       | - Figlio di Abdülmecid I e Şevkefza Sultan; - Deposto per via dei suoi sforzi per attuare le riforme democratiche nell'impero; - Costretto ad abitare nel Palazzo di Çırağan dove morì il 29 agosto 1904. |
| 34                                                                      | Abdülhamid II Ulû Sultân Abd ūl-Hāmīd Khan (Il sublime Khan)                                              |         | 31 agosto 1876    | 27 aprile 1909        | Tughra of Abdülhamid II | - Figlio di Abdülmecid I e Tirimüjgan Kadın(successivamente adottato da Rahime Perestu Sultan). - Permise controvoglia la Prima Era Costituzionale il 23 novembre 1876 per poi sospenderla e tornare al governo personale il 13 febbraio 1878; - Forzato a restaurare la Seconda Era Costituzionale il 3 luglio 1908; - Deposto il 13 aprile 1909 a seguito dell'Incidente del 31 marzo; - Confinato nel Palazzo di Beylerbeyi dove morì il 10 febbraio 1918. |
| Dissoluzione dell'Impero ottomano (1908 – 1922)                         | |         |                   |                       |                         | |
| 35                                                                      | Mehmet V REŞÂD (Rashād) (Il seguace della Vera Via)                                                       |         | 27 aprile 1909    | 3 luglio 1918         | Tughra of Mehmed V      | - Figlio di Abdülmecid I e Gülcemal Kadın; poi adottato da Servetseza Kadin. - Regnò come fantoccio dei tre pascià: Mehmed Talat, İsmail Enver, e Ahmed Cemal fino alla sua morte. |
| 36                                                                      | Mehmet VI VAHDETTİN (Wāhīd ād-Dīn) (L'unificatore dell'Islam) o L'unità dell'Islam)                       |         | 4 luglio 1918     | 1º novembre 1922      | Tughra of Mehmed VI     | - Figlio di Abdülmecid I e Gülüstü Hanım; successivamente adottato da Şayeste Hanim - Abolizione del sultanato ottomano; - Lasciò Istanbul il 17 novembre 1922; - Morì in esilio a Sanremo il 16 maggio 1926. |
| Califfato ottomano agli inizi della Repubblica di Turchia (1922 – 1924) | |         |                   |                       |                         | |
| —                                                                       | Abdülmecid II                                                                                             |         | 19 novembre 1922  | 3 marzo 1924          | —                       | - Figlio di Abdülaziz I e Hayranidil Kadın; - Eletto califfo dalla Grande Assemblea Nazionale Turca; - Esiliato dopo l'abolizione del califfato; - Morì a Parigi il 23 agosto 1944. |